# یواس‌ان‌اس ماومی (تی-ای‌او-۱۴۹)
یواس‌ان‌اس ماومی (تی-ای‌او-۱۴۹) (به انگلیسی: USNS Maumee (T-AO-149)) یک کشتی بود که طول آن ۶۱۴ فوت ۶ اینچ (۱۸۷٫۳۰ متر) بود. این کشتی در سال ۱۹۵۵ ساخته شد.